# Et cetera
Et cetéra (лат. [ɛt ˈkeːtɛra]) або у вигляді абревіатури etc., etc, et cet., &c. і &c, стійкий латинський вислів, який має українські відповідники "тощо", "та ін.", "і т. ін.". Вживається наприкінці речення для позначення переліку речей, що мають продовження, або є подібними предметами, явищами. Вислів використовується без перекладу та є поширеним серед інших європейських мов.

## Походження і застосування
Et cetera є калькою з давньогрецького "καὶ τὰ ἕτερα" (kai ta hetera) — "і інші предмети", "і решта". Типова форма сучасної грецької "και τα λοιπά" (kai ta loipá) — "і залишок". 
Фраза et cetera часто використовується для позначення логічного продовження серії описів. Наприклад:
- У нашому меню знадобиться багато хліба: пшеничного, зернового, цільнозернового etc.

Якщо etc. використовується наприкінці речення, точка не подвоюється. Якщо вона зустрічається в кінці питального або стверджувального речення, точка не ставиться, але за нею слідують будь-які розділові знаки, необхідні для закінчення або продовження речення.